# Dasypolia haroldi
Dasypolia haroldi là một loài bướm đêm trong họ Noctuidae.